# Mario von Appen
Mario von Appen (Hamburgo, 31 de julho de 1965) é um velocista alemão na modalidade de canoagem.

## Carreira
Foi vencedor da medalha de Ouro em K-4 1000 m em Barcelona 1992 com os seus colegas de equipa Oliver Kegel, Thomas Reineck e André Wohllebe.